# Liste des indicatifs régionaux du plan de numérotation nord-américain
Cet article contient une liste des indicatifs régionaux de l’Amérique du Nord tels que définis par le Plan de numérotation nord-américain.

## Liste par pays, États et provinces
Les indicatifs futurs sont indiqués en italique.

### États-Unis
| État                 | Indicatifs |
| -------------------- | --- |
| Alabama              | 205, 251, 256, 334, 659, 938 (Historique) |
| Alaska               | 907 |
| Arizona              | 480, 520, 602, 623, 928 (Historique) |
| Arkansas             | 327, 479, 501, 870 (Historique) |
| Californie           | 209, 213, 310, 323, 341, 369, 408, 415, 424, 442, 510, 530, 559, 562, 619, 626, 627, 628, 650, 657, 661, 669, 707, 714, 747, 760, 764, 805, 818, 831, 858, 909, 916, 925, 935, 949, 951 |
| Caroline du Nord     | 252, 336, 704, 828, 910, 919, 980, 984 |
| Caroline du Sud      | 803, 843, 864 |
| Colorado             | 303, 719, 720, 970 (Historique) |
| Connecticut          | 203, 475, 860, 959 (Historique) |
| Dakota du Nord       | 701 |
| Dakota du Sud        | 605 |
| Delaware             | 302 |
| District de Columbia | 202 |
| Floride              | 239, 305, 321, 352, 386, 407, 561, 689, 727, 754, 772, 786, 813, 850, 863, 904, 941, 954 (Historique)                                                                                   |
| Géorgie              | 229, 404, 470, 478, 678, 706, 762, 770, 912 |
| Hawaï                | 808 |
| Idaho                | 208, 986 |
| Illinois             | 217, 224, 309, 312, 331, 447, 464, 618, 630, 708, 730, 773, 779, 815, 847, 872 |
| Indiana              | 219, 260, 317, 574, 765, 812, 930 |
| Iowa                 | 319, 515, 563, 641, 712 |
| Kansas               | 316, 620, 785, 913 |
| Kentucky             | 270, 364, 502, 606, 859 |
| Louisiane            | 225, 318, 337, 504, 985 |
| Maine                | 207 |
| Maryland             | 227, 240, 301, 410, 443, 667 |
| Massachusetts        | 339, 351, 413, 508, 617, 774, 781, 857, 978 |
| Michigan             | 231, 248, 269, 313, 517, 586, 616, 679, 734, 810, 906, 947, 989 |
| Minnesota            | 218, 320, 507, 612, 651, 763, 952 |
| Mississippi          | 228, 601, 662, 769 |
| Missouri             | 314, 417, 557, 573, 636, 660, 816, 975 |
| Montana              | 406 |
| Nebraska             | 308, 402, 531 |
| Nevada               | 702, 775 |
| New Hampshire        | 603 |
| New Jersey           | 201, 551, 609, 732, 848, 856, 862, 908, 973 |
| New York             | 212, 315, 347, 516, 518, 585, 607, 631, 646, 716, 718, 845, 914, 917, 929 |
| Nouveau-Mexique      | 505, 575 |
| Ohio                 | 216, 234, 283, 330, 380, 419, 440, 513, 567, 614, 740, 937 |
| Oklahoma             | 405, 539, 580, 918 |
| Oregon               | 458, 503, 541, 971 |
| Pennsylvanie         | 215, 267, 272, 412, 445, 484, 570, 582, 610, 717, 724, 814, 835, 878 |
| Rhode Island         | 401 |
| Tennessee            | 423, 615, 731, 865, 901, 931 |
| Texas                | 210, 214, 254, 281, 325, 361, 409, 430, 432, 469, 512, 682, 713, 737, 806, 817, 830, 832, 903, 915, 936, 940, 956, 972, 979                                                             |
| Utah                 | 385, 435, 801 |
| Vermont              | 802 |
| Virginie             | 276, 434, 540, 571, 703, 757, 804 |
| Virginie-Occidentale | 304, 681 |
| Washington           | 206, 253, 360, 425, 509, 564 |
| Wisconsin            | 262, 274, 414, 534, 608, 715, 920 |
| Wyoming              | 307 |

### Canada
| Province / Territoire                        | Indicatifs                                                                |
| -------------------------------------------- | ------------------------------------------------------------------------- |
| Alberta                                      | 403, 587, 780, 825                                                        |
| Colombie-Britannique                         | 236, 250, 604, 672, 778                                                   |
| Île-du-Prince-Édouard                        | 782, 902                                                                  |
| Manitoba                                     | 204, 431                                                                  |
| Nouveau-Brunswick                            | 428, 506                                                                  |
| Nouvelle-Écosse                              | 782, 902                                                                  |
| Ontario                                      | 226, 249, 289, 343, 365, 416, 437, 519, 548, 613, 647, 705, 807, 905, 942 |
| Québec                                       | 263, 354, 367, 418, 438, 450, 468, 514, 579, 581, 819, 873                |
| Saskatchewan                                 | 306, 474, 639                                                             |
| Terre-Neuve-et-Labrador                      | 709                                                                       |
| Yukon, Territoires du Nord-Ouest, et Nunavut | 867                                                                       |

### CaraïbesetBermudes
| Pays / Territoire               | Indicatifs    |
| ------------------------------- | ------------- |
| Anguilla                        | 264           |
| Antigua-et-Barbuda              | 268           |
| Bahamas                         | 242           |
| Barbade                         | 246           |
| Bermudes                        | 441           |
| Dominique                       | 767           |
| Grenade                         | 473           |
| Îles Caïmans                    | 345           |
| Îles Turques-et-Caïques         | 649           |
| Îles Vierges britanniques       | 284           |
| Îles Vierges des États-Unis     | 340           |
| Jamaïque                        | 876           |
| Montserrat                      | 664           |
| Porto Rico                      | 787, 939      |
| République dominicaine          | 809, 829, 849 |
| Saint-Christophe-et-Niévès      | 869           |
| Sainte-Lucie                    | 758           |
| Saint-Martin                    | 721           |
| Saint-Vincent-et-les-Grenadines | 784           |
| Trinité-et-Tobago               | 868           |

### Territoires américains du Pacifique
| Territoire             | Indicatifs |
| ---------------------- | ---------- |
| Guam                   | 671        |
| Îles Mariannes du Nord | 670        |
| Samoa américaines      | 684        |

### Indicatifs régionaux non géographiques
| Utilisation                                      | Indicatifs                                                                          |
| ------------------------------------------------ | ----------------------------------------------------------------------------------- |
| Appels sans frais                                | 800, 822, 833, 844, 855, 866, 877, 880, 881, 882, 883, 884, 885, 886, 887, 888, 889 |
| Appels tarifés à l’usage                         | 900, 976                                                                            |
| Gouvernement fédéral américain                   | 710                                                                                 |
| Messages entrants internationaux (obsolète)      | 456                                                                                 |
| Services de communications personnels            | 500, 522, 533, 544, 566, 577, 588                                                   |
| Services spéciaux canadiens                      | 600                                                                                 |
| Usage des entreprises de téléphonie interurbaine | 700                                                                                 |